# Історія Шпіцбергену

Шпіцберген або Свальбард (норв. Svalbard [ˈsvɑːlbɑː, ˈsvɑl-]) — норвезький архіпелаг, розташований у Північному Льодовитому океані на відстані 1300 км від Північного полюса та 950 км на північ від Норвегії. Архіпелаг був відкритий у 1596 році нідерландським мореплавцем Віллемом Баренцем , хоча існують недостовірні докази, що вікінги та поморяни відвідували острови раніше.

## Давня історія
Не існує переконливих доказів перебування людей на островах до відкриття Берінгом. Шведський археолог знайшов на Шпіцбергені кремінні та слюдяні артефакти, що датуються 3 тис. до н. е. та могли бути доказом існування людей у кам'яній добі. Проте його теорію не підтримали історики, адже не було знайдено стоянок давніх людей, а артефакти могли бути природного походження.
У 19 столітті норвезькі історики висунули теорію, що вікінги першими побували на Шпіцбергені. Доказом послужив ісландський літописі 1194 року Ланднамабок, в якому згадується, що вікінги, після чотирьох днів плавання досягли Свальбарду. Хоча зараз побутує думка, що тодішня назва «Свальбард» стосується північного крижаного моря (тобто Північного Льодовитого океану), острова Ян-Маєн або східного узбережжя Гренландії, а не сучасних островів.
У XX столітті радянські історики висунули теорію, що Шпіцберген відвідували російські поморяни у 1500-х роках. Проте переконливих доказів знову немає, а виявлені стоянки відносяться до пізнішого періоду.

## До 1925 року

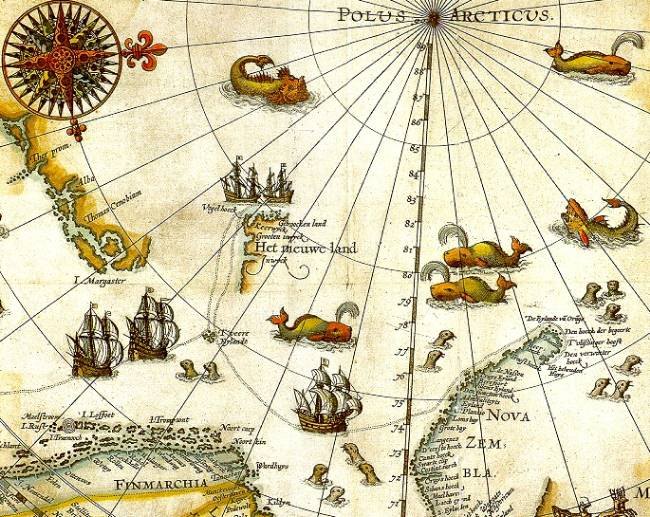
Карта мандрівки Віллема Баренца у 1594 році. Шпіцберген зображений під назвою «Het Nieuwe Land» (Нова Земля)

Першовідкривачем Шпіцбергена вважається Віллем Баренц. Вперше він висадився на Ведмежому острові 10 червня 1596 року . На Північному Заході Шпіцбергена він висадився 17 липня. У 1607 році архіпелаг Шпіцберген обстежив британський мореплавець Генрі Гудзон.
Перша мисливська експедиція була організована англійцями на чолі зі Стівеном Беннетом в 1604 році. Експедиція прибула на Ведмежий острів з метою полювання на моржів, проте воно було неуспішним. Наступного року було успішнішим і експедиція поверталася щороку, поки запаси моржа на острові не вичерпалися.
У 1610 році Йонас Пул на захід від Шпіцбергена спотсерігав велику кількість китів і у 1611 році Англія відправила експедицію під командуванням Пула та Томаса Еджа. Вони взяли на роботу баскських китобоїв, але обидва їхні корабля судна зазнали аварії. Наступного року Англія відправила нову експедицію, але зустріла там голландських та іспанських китобоїв. У 1613 році в експедицію було відправлено сім військових англійських кораблів, які вигнали кілька десятків голландських, іспанських та французьких суден.

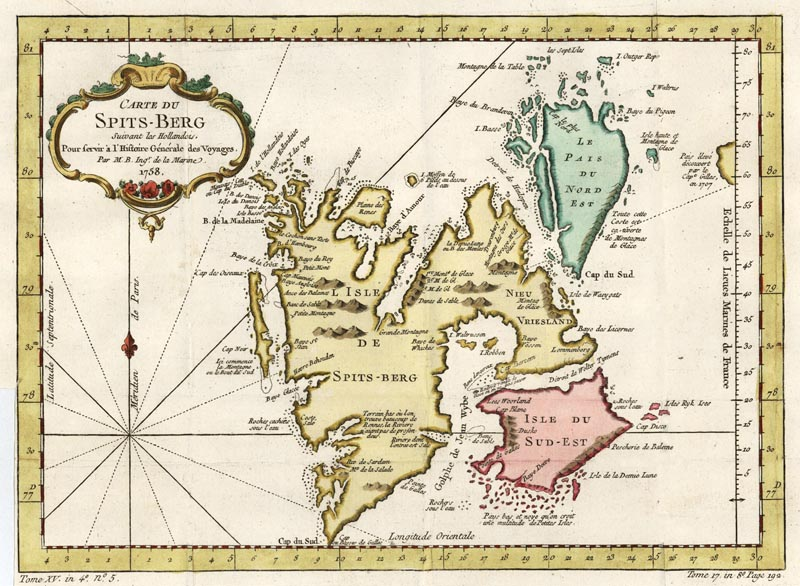
Мапа Шпіцбергена 1758 року

Назрівав міжнародний політичний конфлікт. Нідерланди заперечили ексклюзивні права на води довкола Шпіцбергена, заявляючи про принцип mare liberum. Король Кристіан IV Данський стверджував, що союз Данія-Норвегія має право на все Північне море. Англія захотіла викупити права в Данії-Норвегії, але пропозиція була відхилена. У 1615 році Данія-Норвегія направила три мановари для збору податків з англійських та голландських китобоїв, але всі відмовлялися платити. Цей конфлікт закінчився політичним глухим кутом, з Данією, Норвегією та Англією, які претендували на суверенітет, а Франція, Нідерланди та Іспанія стверджували, що Північне море є вільною зоною mare liberum.
Згодом перевагу у китобійному промислі отримали голландці. У 1614 році вони заснували селище Смеренбург. У 1630-х роках почалася ловля китів у відкритому морі. У XVII столітті на Шпіцбергені заснували китобійні бази різні країнами, поки кити були майже повністю винищені в даному регіоні. Однак вже до 1670 від останнього з селищ відмовилися, оскільки до цього моменту змінилися способи лову китів. У 1707 році голландський китобій Корнеліс Гальс зробив перший повний обхід навколо островів.

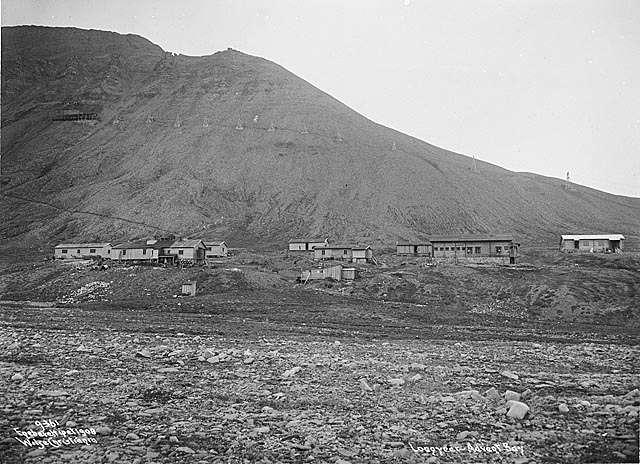
Лонг'їр у1908 році

В протягом наступних двох століть Данія-Норвегія продовжували відстоювати своє право на Шпіцберген, але не проводили активних досліджень через великі фінансові витрати. Натомість на островах заснували регулярних поселення російських мисливці на песця та білого ведмедя. Перша норвезька мисливська експедиція на Свальбард відбулась у 1790 році, але регулярний вилов почався лише у 1840 році. Дослідження архіпелагу почалися в 1827 році за ініціативи професора Балтазара Кейльхау. У 1838 та 1839 роках на островах працювала французька наукова експедиція.
З 1900 роках на Шпіцбергені почався видобуток вугілля. Архіпелаг став економічно привабливим. У 1906 році норвезько-американська компанія заснувала шахтарське селище Лонг'їр. Росіяни у 1910 році заснували Грумант. Шведи у 1910 заснували селище Піраміда, а в 1916 — Свеагрува. Нідерланди у 1926 році — Баренцбург. Розробка видобування вапна та інших мінералів було випробуване британськими та американськими інвесторами, але виявилося неприбутковим.
У 1912 році був розроблений план про спільне норвезько-російське управління островами. Проте він не отримав достатньої підтримки великих держав, а Перша світова війна і більшовицький переворот в Росії 1917 року дозволили Норвегії одноосібно претендувати на архіпелаг. 9 лютого 1920 року в Парижі прийнято Шпіцбергенський трактат, згідно з яким був визнаний норвезький суверенітет Шпіцбергену. Всі країни, які підписали договір (39 країн), мали право вільно здійснювати там господарську діяльність. Договір обмежував військове використання Шпіцбергена, а також підтверджував право на збереження поселень. Через п'ять років, у 1925 році Норвегія офіційно оголосила Шпіцберген частиною королівства.

## Міжвоєнний період

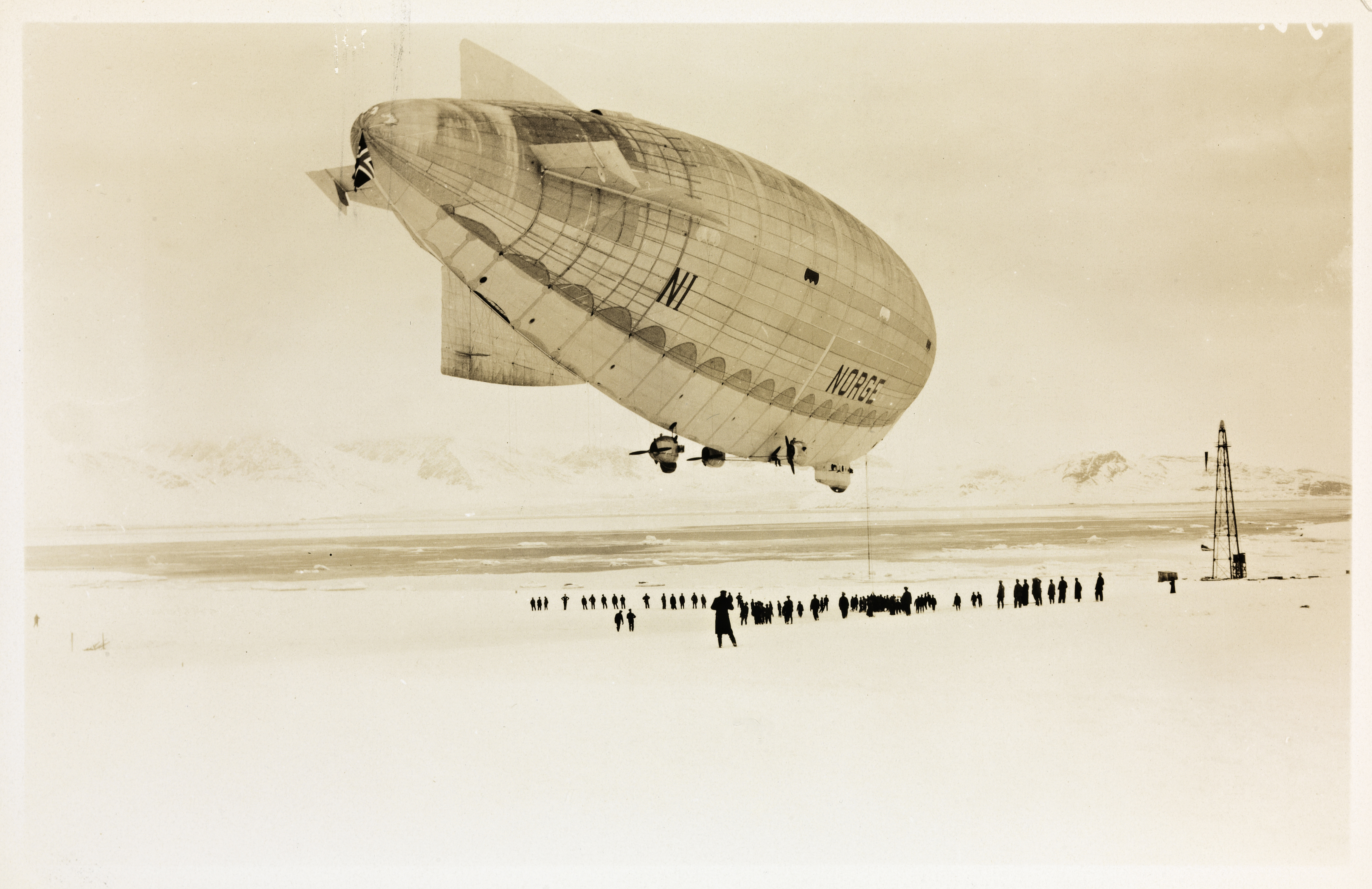
Дирижабль Умберто Нобіле над Шпіцбергеном.

У міжвоєнні роки з архіпелагу здійснювалися полярні експедиції, наприклад, польоти Руаля Амундсена на гідролітаках на гроші американського мільйонера Лінкольна Еллсворта. 21 травня 1925 року Амундсен відправився літаком зі Шпіцбергена на Аляску через Північний полюс, але не долетів і повернувся до Шпіцберген. 11 травня 1926 року зі Шпіцбергена стартує експедиція Амундсена-Еллсворта-Нобіле на дирижаблі конструкції Умберто Нобіле. Пролетівши над полюсом (пілотом дирижабля був Нобіле), експедиція приземлилася на Алясці. 23 травня 1928 року Умберто Нобіле вирішив повторити політ до Північного полюса. Стартувавши з Шпіцбергена, він досяг полюса, але на зворотному шляху дирижабль розбився. Амундсен, що вилетів на пошуки Нобіле, також загинув.
У 1928 році заснований Норвезький дослідницький центр Свальбарду та Ісхавну (сучасний Норвезький полярний інститут).
З 1932 року на архіпелазі почала видобування вугілля радянська компанія «Арктикуголь». Інші компанії припинили видобуток вугілля за винятком норвезької «Store Norske». Видобуток вугілля до 1936 року досяг 786 тис. т (57 % — з норвезьких шахт), а населення становило 1900 осіб.

## Друга світова війна
До початку Другої світової війни у 1939 році Шпіцберген був населений, переважно, шахтарями — близько 2000 громадян СРСР і 1000 норвежців. Після німецького вторгнення і окупації континентальної Норвегії, острова Шпіцберген, Гренландія і Ян-Маєн стають мішенню для можливих конфронтацій Союзників і Третього Рейху.
Союзники спочатку планували висадку канадських військ на Шпіцбергені в 1940 році і постійну окупацію острова. Проте холодна зима і нестача ресурсів змінили цей план. Були знищені метеорологічні станції, виведені з ладу вугледобувні шахти, евакуйовані радянські і норвезькі робітники.
25 серпня 1941 британський лайнер Empress of Canada у супроводі двох крейсерів і трьох есмінців пришвартувався у бухті Грюнфйорд, що лежить всередині Ісфйорда на західному узбережжі Шпіцбергена. Канадський контингент інженерів, норвезький взвод і війська Королівського армійського корпусу почали евакуацію з острова, а гірничодобувні підприємства були підірвані.
Під час війни Шпіцберген не міг виступати як повноцінна військова база, тому присутність німецьких військ на архіпелазі було обмежена метеостанціями, що коректували роботу німецької авіації. Всього на Свальбарді було до десяти секретних німецьких груп. Для їх знищення в 1942 році в район Лонг'їра з Шотландії в рамках операції «Фрітам» був закинутий невеликий норвезький загін на двох судах «Isbjørn» і «Selis». Незважаючи на те, що обидва судна були незабаром знищені авіацією, норвежці зуміли закріпитися на березі і розшукати як мінімум одну німецьку станцію. Надалі норвезьку присутність на архіпелазі було розширено.
У 1943 році для ліквідації норвезьких груп німці вислали до Шпіцбергені лінкори «Тірпіц» і «Шарнхорст» в супроводі дев'яти есмінців, які зруйнували більшу частину Лонг'їра і Баренцбураг артилерійським вогнем (одну з підпалених тоді вугільних шахт вдалося погасити лише у 1960 році). Присутність берегової норвезької артилерії на мисі Гееродден стало для німців несподіванкою і обійшлося в три пошкоджених есмінця і кілька убитих моряків. Висаджений з кораблів десант розсіяв норвезькі війська, але утримувати оборону німці не планували і швидко покинули Свальбард. Таким чином, бойове зіткнення завершилося внічию — норвезький гарнізон практично втратив боєздатність, але встиг завдати противнику істотної шкоди.
Розшукати і знищити все метеостанції німців норвежцям не вдалося — остання з них закінчила роботу тільки у вересні 1945 року, передаючи погодні зведення після закінчення війни відкритим текстом.

## Холодна війна

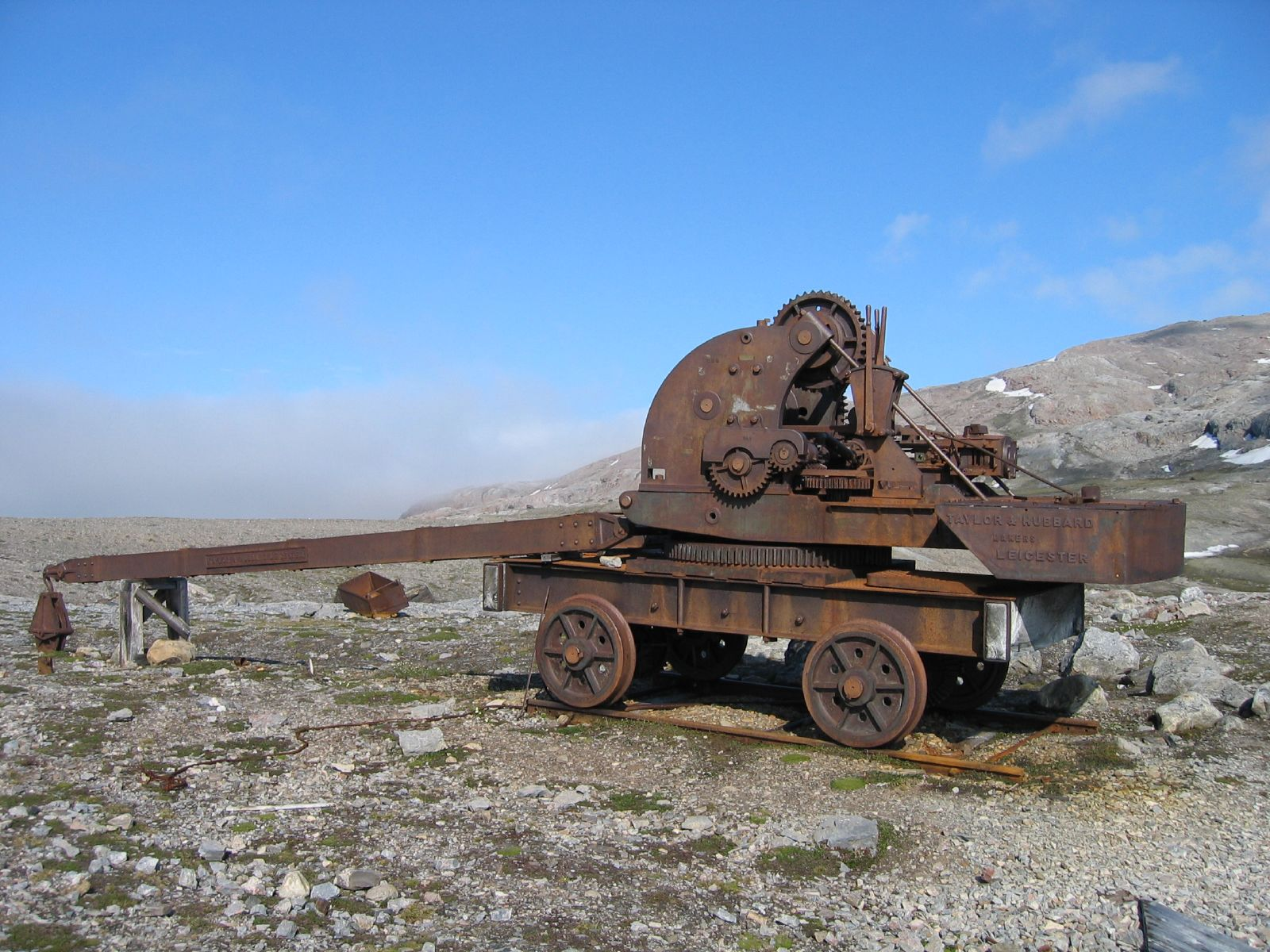
Рештки гірничої техніки

У 1944 році Радянський Союз запропонував, щоб Шпіцберген знаходився під спільним норвезьким і радянським правлінням, за винятком Ведмежого острова, який повинен був перейти до Радянському Союзу. Хоча ця пропозиція обговорювалася у Норвегії, вона остаточно була відхилена в 1947 році. Реконструкція норвезьких поселень розпочалася в 1945 році, і вони швидко досягли довоєнного рівня виробництва протягом декількох років. Радянська реконструкція розпочалася 1946 року, але «Арктикуголь» почав працювати повільніше. Норвезьке населення стабілізувалося приблизно в 1000 осіб, тоді як у радянських громадян було вдвічі більше. Ці дві країни будували інфраструктуру, такі як поштову службу, радіостанції та транспорт, незалежно один від одного.
Політична напруженість між Норвегією та Радянським Союзом стала нагріватися після того, як Норвегія приєдналася до НАТО у 1949 році. Радянський Союз видав меморандуми до Норвегії, в якому говорилося, що Шпіцберген не може бути під спільним командуванням НАТО, але він був відхилений Норвегією. Новий протест був виданий у 1958 році після того, як норвезька компанія «Norsk Polar Navigasjon» запропонувала побудувати приватний аеропорт у Ню-Олесунні. Нові протести були видані проти створення Європейською організацією космічних досліджень Телеметричної станції Конгсфйорд. Проте будівництво станції не припинили. Компроміс про норвезький цивільний аеропорт був досягнутий у 1971 році, а аеропорт Лонг'їр, відкритий у 1975 році, служив як радянським, так і норвезьким містам.
Селище Грумант радянські шахтарі покинули у 1961 році.
У 1961 року компанія Caltex почала розвідку нафти. Не було знайдено комерційно життєздатних свердловин, але це викликало нову напруженість з Радянським Союзом. Нова серія розвідки в 1980-х роках також був безрезультатно.
У 1973 році більше половини архіпелагу було оголошено заповідною зоною. Створено чотири національних парки, чотирнадцять пташиних заказника і чотири заповідника. Компанія Stor Norske націоналізована в період з 1973 по 1976 роки.

## Сучасність

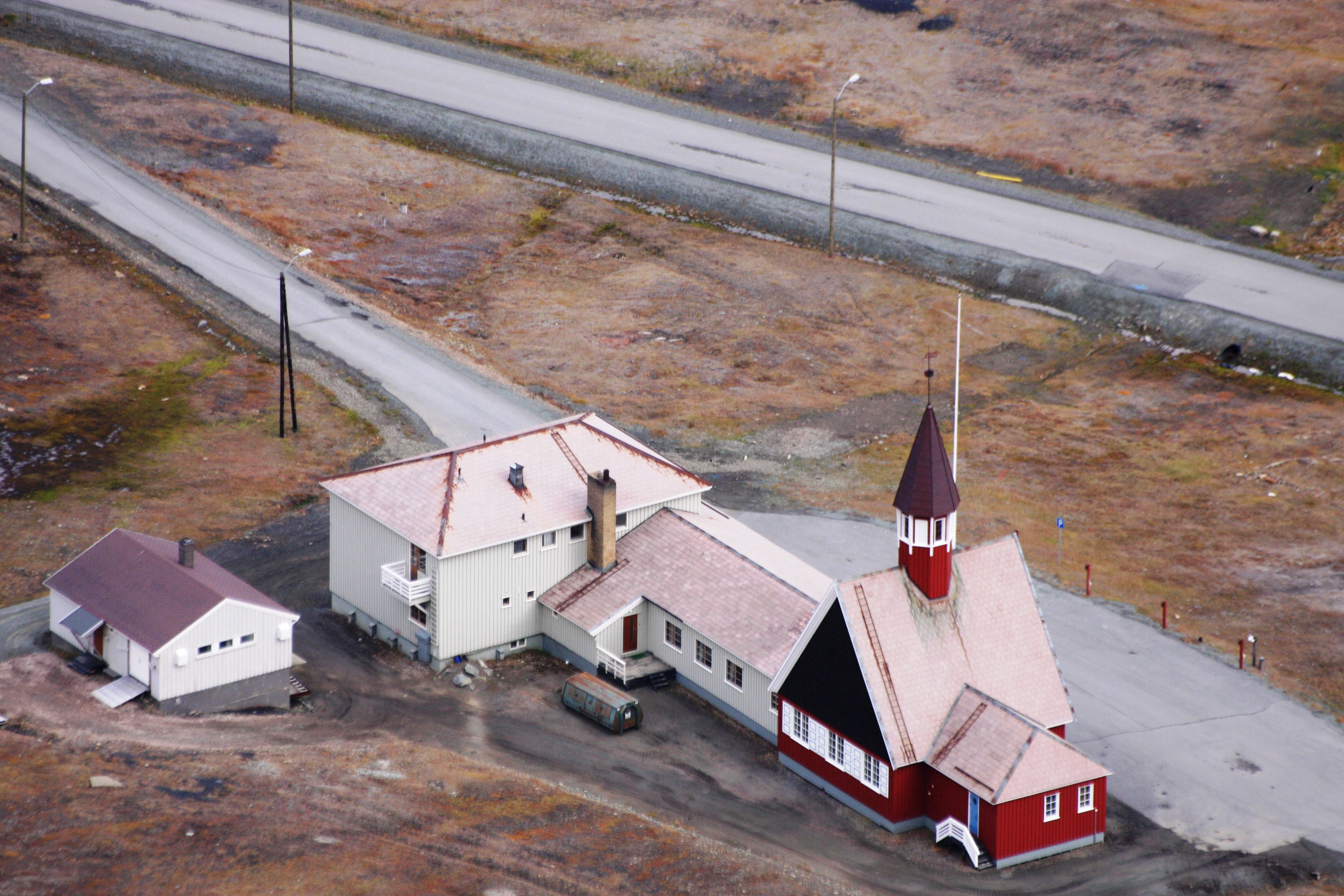
Церква Лонг'їра. Фото 2011 року

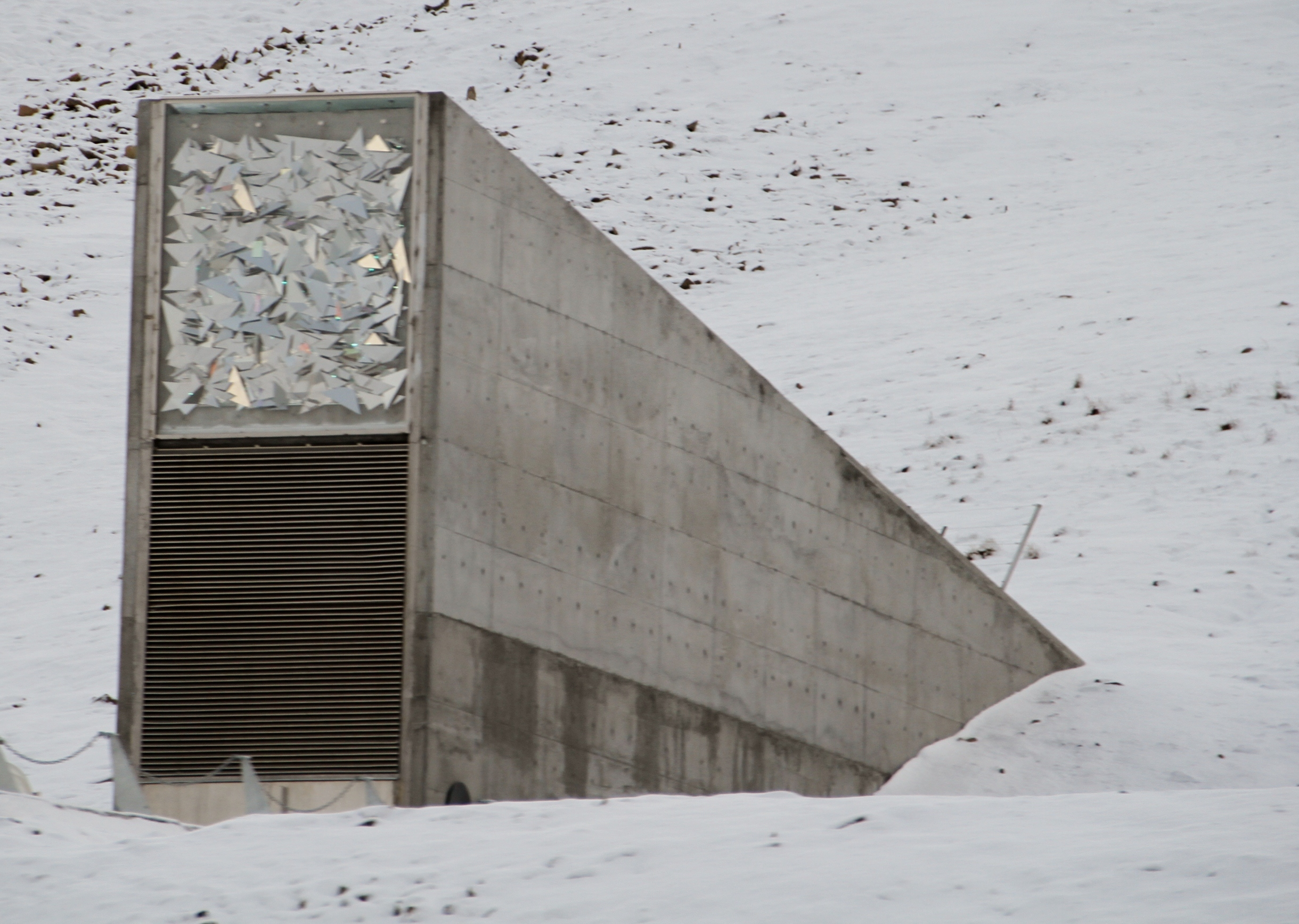
Всесвітнє сховище насіння

1990-ті роки ознаменувались значним зниження російської активності. Школи були закриті в 1994 році, а дітей та матерів було відправлено на материк. Таким чином населення Баренцбурга зменшилось до 800 осіб, а Пірамідена — до 600. З 1990 по 2011 рік кількість росіяна та українців скоротилося з 2300 до 370 осіб, а норвезьке населення збільшилося з 1100 до 2000 осіб.
Починаючи з 90-х років, створили кілька науково-дослідних і високотехнологічних інститутів, таких як Університетський центр у Свальбарді, Європейська наукова асоціація з нерівномірного розпорошення, Супутникова станція Свальбард, Шпіцбергенська підводна кабельна система та Всесвітнє сховище насіння.
29 серпня 1996 року при заході на посадку у міста Лонг'їр зазнав катастрофи російський літак Ту-154М компанії «Внуковські авіалінії». Загинула 141 особа: 129 пасажирів і 12 членів екіпажу.
У 2002 році набрав чинності «Закон про охорону навколишнього середовища Свальбарда» та було засновано три нових національні парки та три нових природних заповідника. Зокрема під охорону взяли Ведмежий острів.
2 червня 2006 року Норвегія ратифікувала договір з Данією про лінію розмежування континентального шельфу і рибопромислових зон між Гренландією і Шпіцбергеном.